# Lucas Carabajal
Lucas Ezequiel Carabajal (22 de septiembre de 1999, Ciudad de Resistencia, Provincia del Chaco) es un piloto argentino de automovilismo de velocidad. Desarrolló su carrera deportiva compitiendo principalmente en categorías de turismos. Iniciado en el ámbito del karting, debutó profesionalmente en el año 2015 en la categoría de monoplazas Fórmula 4 Nueva Generación, de donde luego comenzó con su trayectoria en turismos. 
Su carrera continuó en las dos primeras divisionales del Turismo Pista (donde debutó en 2016), para luego pasar a competir en las divisiones inferiores de la Asociación Corredores de Turismo Carretera, donde debutó en el TC Pista Mouras en el año 2017. En esta divisional alcanzó el subcampeonato en el año 2018 compitiendo al comando de un Dodge Cherokee. Su trayectoria continuó sucesivamente en 2019 ascendiendo a la divisional TC Mouras y en 2020 al TC Pista. A su vez, en 2018 recibió una invitación por parte del piloto Próspero Bonelli para participar en la competencia de los 1000 km de Buenos Aires del Turismo Carretera, produciéndose así su debut en la máxima categoría nacional.

## Biografía
Nacido en la Ciudad de Resistencia, Provincia del Chaco, Carabajal inició su carrera en la disciplina del karting en el año 2011. En dicha disciplina compitió en diferentes categorías hasta el año 2015, donde se produjo su debut en el automovilismo profesional, compitiendo en la Fórmula 4 Nueva Generación donde compitió en su primer año por la Copa de Plata (torneo no oficial), quedando en segundo lugar.
En 2016, tras una primera competencia en la F4NG, llegó su oportunidad de debutar en turismos, al subirse a un Fiat Uno de la Clase 1 del Turismo Pista. En esta categoría alternó su paso en dos etapas, ya que luego de una primera competencia en el equipo de Diego López y tras un parate de una fecha, retornó a la divisional bajo la estructura de Nicolás Bonfiglio. Sin embargo, su paso por esta divisional solamente duró 6 competencias, ya que tras estas experiencias y en el mismo año decidió dar el siguiente paso, al debutar en la Clase 2 del Turismo Pista, subiendose en esta oportunidad a un Chevrolet Corsa del equipo de Fernando Monti y completando las tres últimas fechas del año.
En 2017 fue nuevamente un año cambiante para Carabajal, más allá de haber obtenido su primera victoria en la Clase 2 del Turismo Pista, ya que luego de 5 competencias y sobre final de temporada, decidió cambiar de aires al debutar en la divisional TC Pista Mouras de la Asociación Corredores de Turismo Carretera. En esta nueva etapa, compitió al comando de un Dodge Cherokee atendido por Claudio Bisceglia con el que además conquistó su primera victoria en la última fecha del año.
En 2018 se produjo uno de los mejores años en la carrera de Carabajal, ya que nuevamente se presentó a competir en el TC Pista Mouras y con su Dodge atendida por el equipo de Bisceglia. En esta temporada, cosechó dos triunfos y peleó el campeonato palmo a palmo, quedanose finalmente con el subcampeonato y su primera distinción a nivel nacional. Pero lo que terminó de coronar un gran año para el piloto chaqueño, fue la convocatoria realizada por el piloto de Turismo Carretera Próspero Bonelli, quien lo invitó a formar parte de su tripulación para competir en la segunda edición de los 1000 km de Buenos Aires del Turismo Carretera, propiciandose así el debut de Carabajal en la máxima categoría del automovilismo argentino.
En 2019 y como consecuencia de haber obtenido el subcampeonato de la divisional Pista Mouras, Carabajal fue promovido para competir en la divisional TC Mouras. A la misma arribó compitiendo al comando de un Torino Cherokee del equipo Forte Sport. Sin embargo, tras haber debutado en la segunda fecha y solamente haber desarrollado dos carreras con este modelo y equipo más los escasos resultados obtenidos, decidió cambiar de rumbo al subirse a un Chevrolet Chevy del equipo Sportteam. Bajo esta estructura y con esta unidad, su panorama cambió redicalmente logrando cuatro podios de los cuales dos fueron victorias, los cuales le permitieron ingresar a la Etapa de Definición del campeonato y cerrar el año en la sexta ubicación y conquistando un nuevo ascenso de categoría.
En 2020 finalmente se produjo su debut en la segunda división de ACTC, sin embargo su carrera se vio forzosamente parada debido a la situación epidémica ocurrida en Argentina a raíz de la pandemia del SARS-CoV-2 (Coronavirus), que produjo la cancelación total de las actividades deportivas en dicho país. Esta situación se vio finalmente revertida el 7 de septiembre de ese año, con el anuncio oficial del retorno de las actividades del automovilismo. Sin embargo, Carabajal experimentó un nuevo cambio de unidad al dejar nuevamente la marca Torino por Chevrolet, pero manteniéndose dentro de la escuadra Sportteam. El cambio de marca volvió a ser beneficioso para el piloto chaqueño, ya que gracias al mismo no sólo alcanzó las instancias finales de definición del campeonato, sino que además conquistó su primera victoria en la categoría en la primera fecha de play-off, el 15 de noviembre en el Autódromo Oscar y Juan Gálvez. Sin embargo, esto no fue suficiente para sus aspiraciones, culminando el campeonato en la séptima colocación.

## Trayectoria
| Año       | Categoría                                            | Marca           |
| --------- | ---------------------------------------------------- | --------------- |
| 2011-2015 | Piloto de karts                                      | -               |
| 2015      | Debut en Fórmula 4 Nueva Generación                  | Crespi-Renault  |
| 2016      | Fórmula 4 Nueva Generación, 1 carrera                | Crespi-Renault  |
| 2016      | Debut en Clase 1 del Turismo Pista                   | Fiat Uno        |
| 2016      | Debut en Clase 2 del Turismo Pista, 3 carreras       | Chevrolet Corsa |
| 2017      | Clase 2 del Turismo Pista, 5 carreras                | Chevrolet Corsa |
| 2017      | Debut en TC Pista Mouras, 4 carreras                 | Dodge Cherokee  |
| 2018      | TC Pista Mouras. Subcampeón                          | Dodge Cherokee  |
| 2018      | Invitado a los 1000 km de Buenos Aires (Debut en TC) | Chevrolet Chevy |
| 2019      | Debut en TC Mouras                                   | Torino Cherokee |
| 2019      | Debut en TC Mouras                                   | Chevrolet Chevy |
| 2020      | Debut en TC Pista                                    | Torino Cherokee |
| 2020      | Debut en TC Pista                                    | Chevrolet Chevy |
| 2021      | TC Pista                                             | Chevrolet Chevy |

- [15]

## Resultados

### Resultados completos TC Pista Mouras
| Temporadas            | Temporadas     | Fechas | Fechas | Fechas | Fechas | Fechas | Fechas | Fechas | Fechas | Fechas | Fechas | Fechas | Fechas | Fechas | Fechas | Fechas | Posiciones finales  |
| Equipos               | Automóvil      | Fechas | Fechas | Fechas | Fechas | Fechas | Fechas | Fechas | Fechas | Fechas | Fechas | Fechas | Fechas | Fechas | Fechas | Fechas | Posiciones finales  |
| --------------------- | -------------- | ------ | ------ | ------ | ------ | ------ | ------ | ------ | ------ | ------ | ------ | ------ | ------ | ------ | ------ | ------ | ------------------- |
| 2017                  | 2017           | 01     | 02     | 03     | 04     | 05     | 06     | 07     | 08     | 09     | 10     | 11     | 12     | 13     | 14     | 15     | 27º (124.00 puntos) |
| Bisceglia Competición | Dodge Cherokee | NP     | NP     | NP     | NP     | NP     | NP     | NP     | NP     | NP     | NP     | 23     | NP     | 3º     | SV     | 1º     | 27º (124.00 puntos) |
|                       |                |        |        |        |        |        |        |        |        |        |        |        |        |        |        |        |                     |
| 2018                  | 2018           | 01     | 02     | 03     | 04     | 05     | 06     | 07     | 08     | 09     | 10     | 11     | 12     | 13     | 14     | 15     | 2º (530.50 puntos)  |
| Bruno Motorsport      | Dodge Cherokee | 7º     | 1º     | 4º     | 17     | 7º     | 3º     | 3º     | 17     | 3º     | 4º     | 1º     | 12     | 8º     | 3º     | 7º     | 2º (530.50 puntos)  |

### Resultados completos TC Mouras
| Temporadas  | Temporadas      | Fechas | Fechas | Fechas | Fechas | Fechas | Fechas | Fechas | Fechas | Fechas | Fechas | Fechas | Fechas | Fechas | Fechas | Fechas | Fechas | Posiciones finales |
| Equipos     | Automóvil       | Fechas | Fechas | Fechas | Fechas | Fechas | Fechas | Fechas | Fechas | Fechas | Fechas | Fechas | Fechas | Fechas | Fechas | Fechas | Fechas | Posiciones finales |
| ----------- | --------------- | ------ | ------ | ------ | ------ | ------ | ------ | ------ | ------ | ------ | ------ | ------ | ------ | ------ | ------ | ------ | ------ | ------------------ |
| 2019        | 2019            | 01     | 02     | 03     | 04     | 05     | 06     | 07     | 08     | 09     | 10     | 11     | 12     | 13     | 14     | 15     | 16     | 6º (510.50 puntos) |
| Forte Sport | Torino Cherokee | NP     | 26     | 12     |        |        |        |        |        |        |        |        |        |        |        |        |        | 6º (510.50 puntos) |
| Sportteam   | Chevrolet Chevy |        |        |        | 2º     | 1º     | 8º     | 7º     | 2º     | 2º     | 1º     | 7º     | 4º     | 6º     | 5º     | 4º     | 13     | 6º (510.50 puntos) |

## Palmarés
| Título     | Categoría       | Marca          | Año  |
| ---------- | --------------- | -------------- | ---- |
| Subcampeón | TC Pista Mouras | Dodge Cherokee | 2018 |